# Jan Piotr Norblin
Jan Piotr Norblin, wł. Jean-Pierre Norblin de La Gourdaine (ur. 15 lipca 1745 w Misy-sur-Yonne, zm. 23 lutego 1830 w Paryżu) – francuski malarz, rysownik i grafik, od 1774 przebywał w służbie Czartoryskich, w latach 1774–1796 działał w Polsce; jeden z najważniejszych malarzy okresu stanisławowskiego, na początku XX wieku określany mianem ojca polskiego malarstwa rodzajowego.

## Rodzina

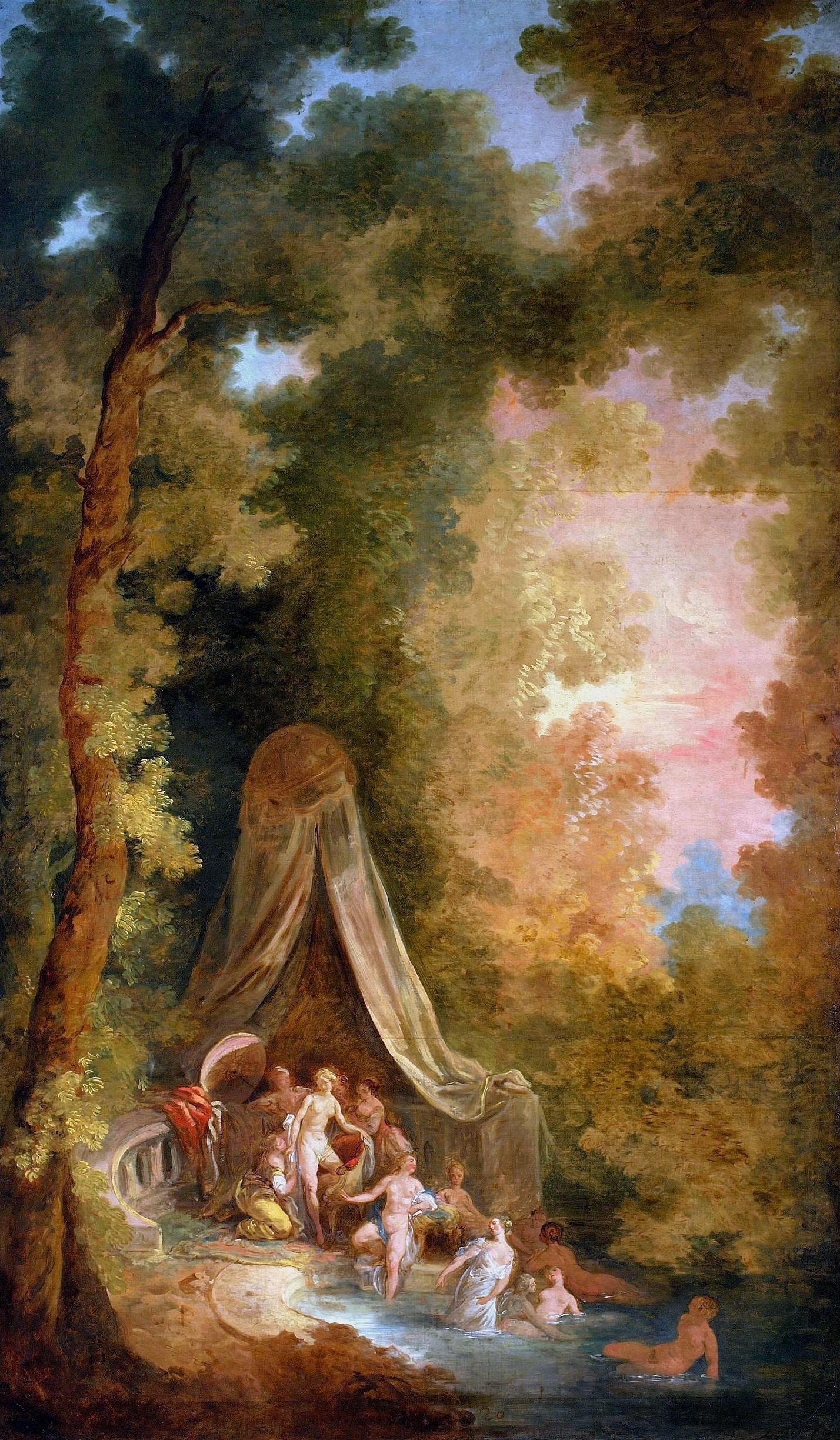
Kąpiel w parku, 1785, Muzeum Narodowe, Warszawa

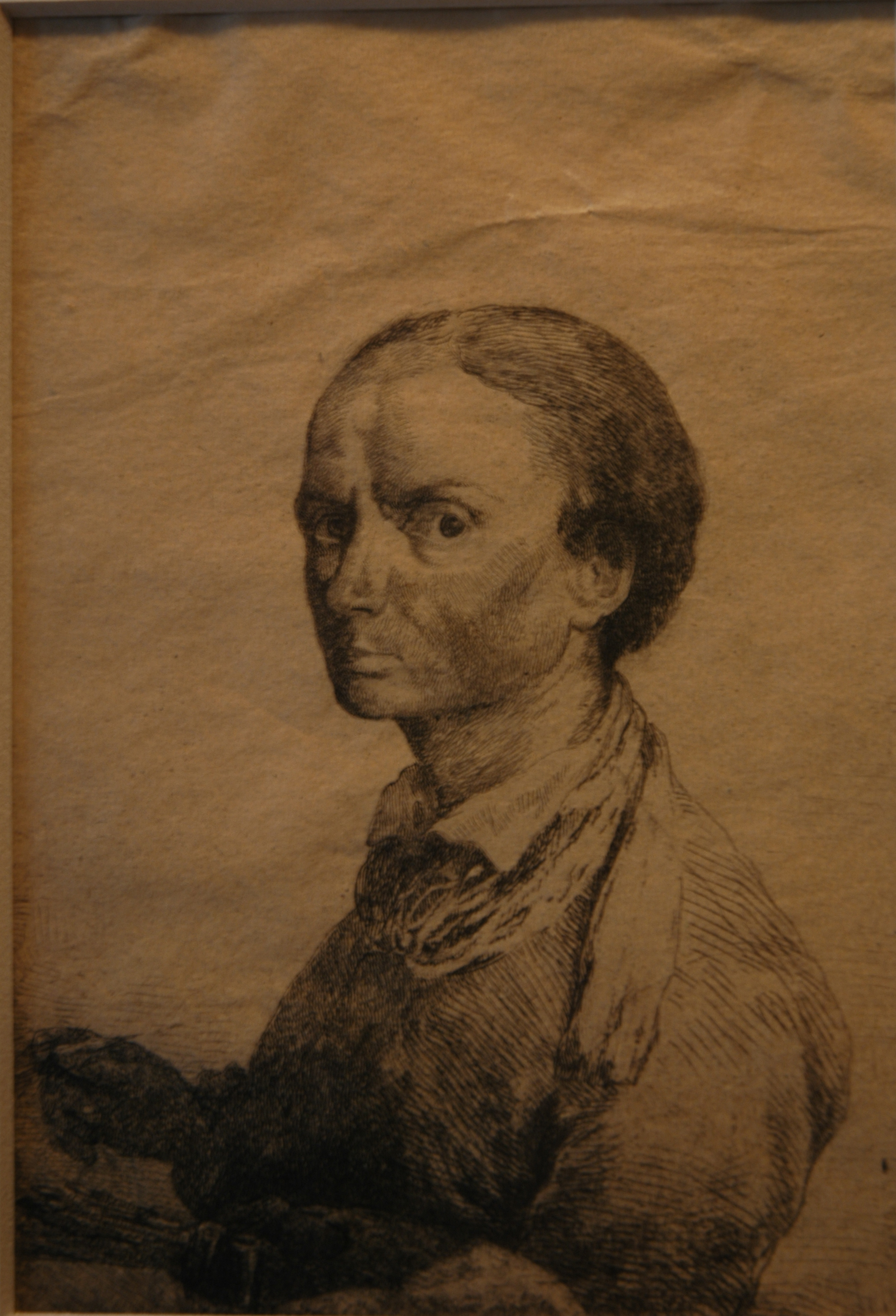
Autoportret Norblina jako malarza, 1778

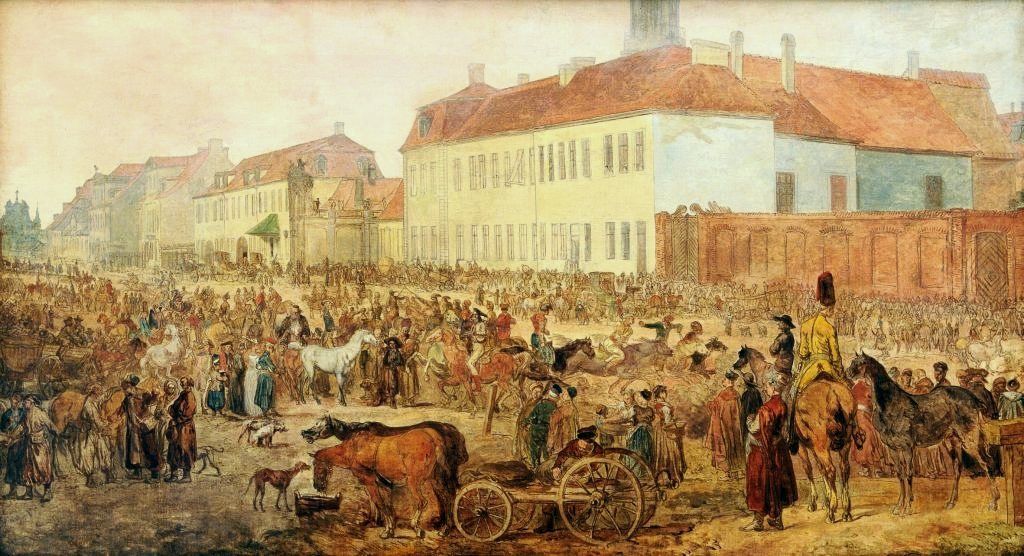
Targ na konie na ul. Królewskiej w Warszawie, 1791

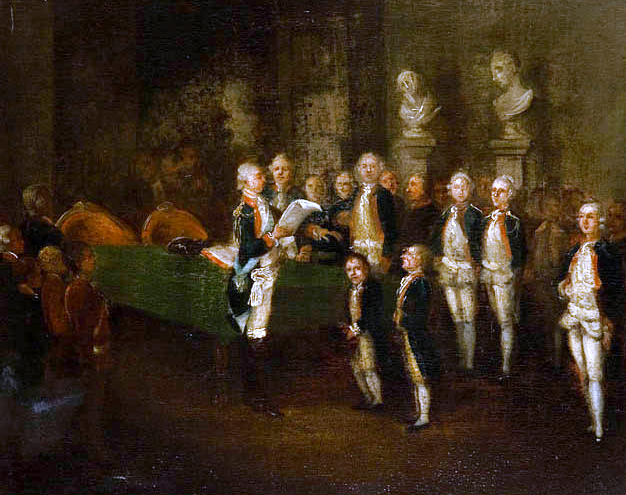
Książę Adam Kazimierz Czartoryski w Szkole Rycerskiej, II poł. XVIII w., Muzeum Narodowe, Kraków

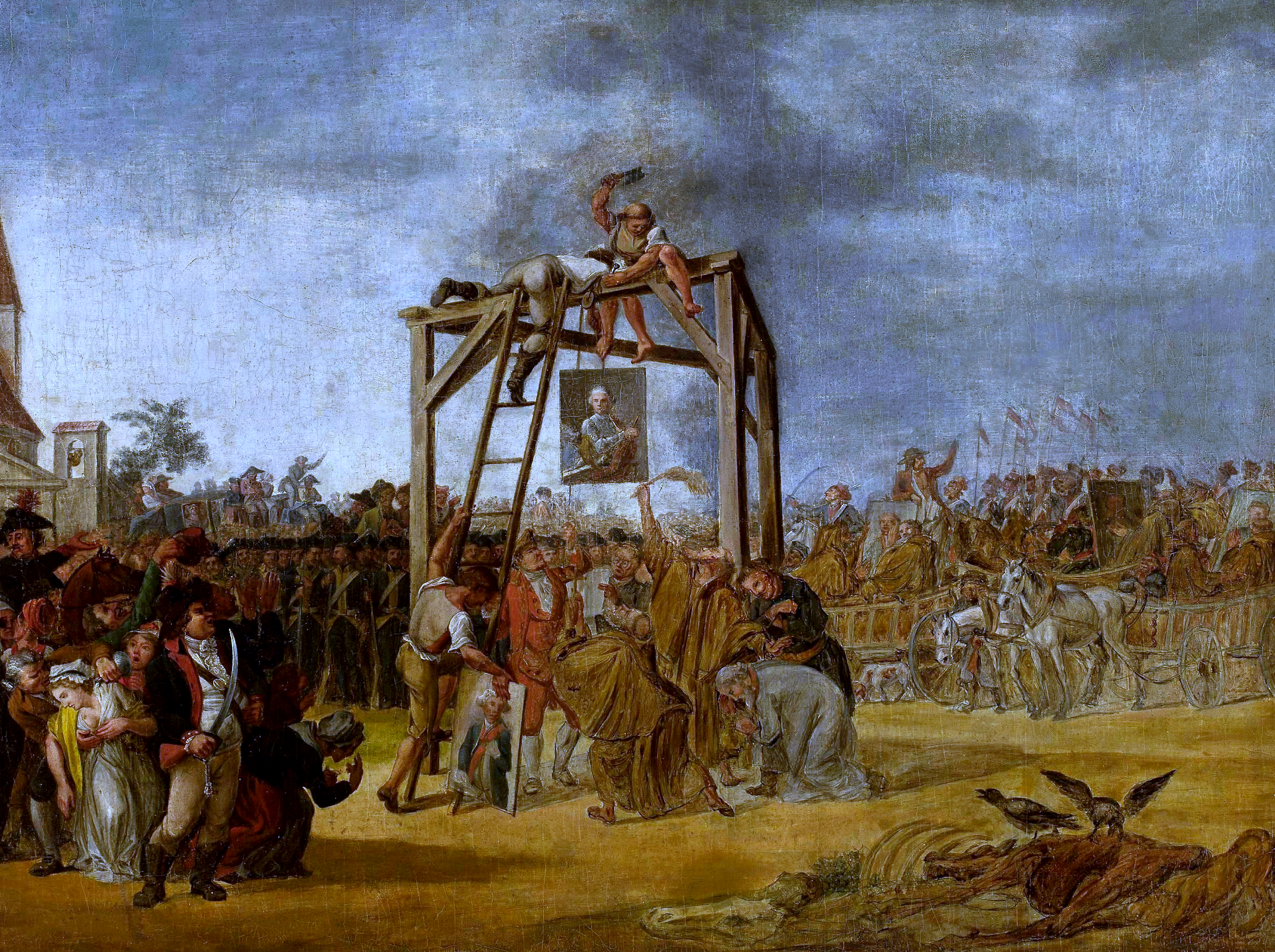
Wieszanie zdrajców, 1794, Muzeum Narodowe, Warszawa

Urodził się w Szampanii w rodzinie mieszczańskiej; jego ojcem był Pierre Martin Norblin, właściciel posiadłości La Gourdaine. Dziećmi Jana Piotra z zawartego w 1776 małżeństwa z Marianną z Tokarskich (zm. 1787) byli: brązownik Aleksander Jan (1777-1828), Marianna Elżbieta Ewa Szacfajer (1778-1855), Konstancja Anna Cecylia (ur. 1780), wiolonczelista Louis Pierre Martin (1781-1854), Teresa (ur. 1784), Helena (ur. 1786), Franciszek Ludwik (ur. i zm. 1787). Jego synem z drugiego małżeństwa był natomiast malarz Sebastian. Syn pierwszego z nich, Aleksandra Jana, Wincenty Norblin (1805-1872) był założycielem polskiej linii rodziny. Z niej wywodził się m.in. Stefan Norblin, polski plakacista, prawnuk artysty.

## Młodość i lata nauki
Na początku lat 60. XVIII wieku kształcił się pod okiem paryskiego malarza i rysownika Jacques-Philippe’a Caresme'a. W 1765 roku był studentem Królewskiej Akademii Malarstwa i Rzeźby w Paryżu, następnie także prestiżowej École royale des élèves protégés, z której został jednak w 1771 roku usunięty ze względu na nieregulaminowy charakter wcześniejszego przyjęcia. Równolegle do studiów w Akademii uczył się i pracował w warsztacie Francesca Casanovy w Paryżu. Na początku lat 70. XVIII w. odbył szereg krótkich podróży, w tym do Spa i Londynu, gdzie prawdopodobnie spotkał swoich przyszłych pracodawców ks. Adama Kazimierza Czartoryskiego i jego żonę Izabelę. W 1774 roku udał się wraz z nimi do Polski, gdzie został nauczycielem rysunków ich córek. W latach 1783–1785 i 1789-1790 bywał w Arkadii koło Nieborowa i pracował dla Radziwiłłów. W kolejnych latach na powrót związał się z Czartoryskimi i pracował dla nich zarówno w Puławach jak i w Warszawie (zarabiając jednak niewiele).
W Polsce mieszkał niemal trzydzieści lat i tam powstały wszystkie jego najwybitniejsze prace. Na potrzeby Czartoryskich malował pejzaże i scenki z życia dworskiego, na zamówienie króla Stanisława Augusta odtworzył na płótnie epizod z wojen kozackich. Prace jego cieszyły się uznaniem króla. W 1794 roku Norblin zgłosił akces do insurekcji kościuszkowskiej i utrwalił w rysunkach kilka jej epizodów.

## Twórczość
Pierwszymi znanymi pracami Norblina są trzy szkice przedstawiające paryską prochownię znajdującą się nieopodal Bastylii z roku 1760, wykonane przez artystę w wieku lat 15. Po przyjeździe do Polski Norblin malował sceny rodzajowe, portrety, polskie sceny historyczne (bitwy), głównie jednak cenne są jego szkice rodzajowe (seria kostiumów polskich, Zbiór rozmaitych stroiów polskich/Costumes polonais 1817), przedstawiające życie wsi i miasteczek polskich pod koniec XVIII wieku. Z ważniejszych prac wymienić należy obrazy olejne: Jasełka polskie, Kabalarka, sceny w rodzaju Watteau (były w Galerii Stanisława Augusta), krajobrazy (widoki Arkadii, Łazienek) itd., dalej z dekoracji w Powązkach zachowane 3 wielkie krajobrazy parkowe z festynami. W Arkadii pod Nieborowem zachowała się freskowa dekoracja plafonu (Jutrzenka). Norblin był również rytownikiem. Znane są 94 płyty, przeważnie akwafort, widoczny jest w nich silny wpływ Rembrandta. Przeważają sceny historyczne (Powołanie Przemysława na króla, Ofiarowanie korony Piastowi), portrety, typy polskie, studia głów i popiersi, krajobrazy wiejskie i kompozycje (Wynalezienie rysunku).
Najciekawsze jego prace z początkowego okresu twórczości w Polsce to rysunki rodzajowe, scenki z życia ulicy, tzw. typy uliczne, a także scenki o charakterze anegdotycznym zawarte w obszernym szkicowniku artysty. Istotnym dokonaniem były ilustracje do Myszeidy Krasickiego. Najważniejszy okres twórczości w Polsce przypada na czasy po Konstytucji 3 Maja (której moment przyjęcia naszkicował), szczególnie po insurekcji kościuszkowskiej. Insurekcja warszawska zastała go w stolicy i kultura polska zawdzięcza mu ilustracje tamtych wydarzeń (rysunki walk na Krakowskim Przedmieściu, wieszania zdrajców i in.). Norblin (już także obywatel polski) naszkicował m.in. obóz powstańców, rzeź Pragi, a wspólnie z Orłowskim – bitwę pod Racławicami.
W 1796 roku artysta opuścił Polskę, i zamieszkał na stałe we Francji w Paryżu, gdzie malował sceny z Polski na podstawie przywiezionych szkiców, rysując też sceny z życia francuskiej ulicy i z wojen napoleońskich. Kilkakrotnie podróżował jednak do Polski - po raz ostatni w 1804 roku.

## Charakterystyka dzieł
Zdaniem większości krytyków sztuki rysunki Norblina cechują świetna kreska, oraz wielki talent do obiektywnego oddania całości tematu. Charakterystyczne, że jego prace zwykle traciły po dopracowaniu, największą wartość artystyczną zachowując w formie pierwotnego szkicu. Tematyka prac Norblina i podejście do wybieranych przez niego tematów każą widzieć w nim moralistę i filozofa o raczej demokratycznych przekonaniach. Wykształcił w Polsce grupę uczniów, tak jak on przede wszystkim wybitnych autorów scen rodzajowych, spośród których najważniejsi to Aleksander Orłowski, Michał Płoński i Jan Rustem.

## Kolekcjonerstwo
Norblin jeszcze we Francji zbudował niewielką kolekcję dzieł sztuki, którą przywiózł ze sobą do Warszawy. Należały do niej rysunki, ryciny i obrazy, m.in. z warsztatów François Bouchera i Huberta Roberta, Philipsa Wouwermana oraz Krajobraz z miłosiernym Samarytaninem Rembrandta, który dziś znajduje się w Muzeum Czartoryskich w Krakowie.

## Jan Piotr Norblin w polskich zbiorach
Dzieła Norblina znajdują się w zbiorach wielu polskich muzeów i były wielokrotnie wystawiane. Pierwszy przekrojowy pokaz jego twórczości zorganizowano w Warszawie w 1910 roku. Monograficzną wystawę Norblina prezentowano także w Muzeum w Puławach w 1959 roku. w 2004 roku w Państwowej Galerii Sztuki w Sopocie zaprezentowano rysunki Norblina ze zbiorów Muzeum Krajoznawczego w Winnicy. Prace ze zbiorów Zamku Królewskiego w Warszawie zostały zaprezentowane w 2022 r. na wystawie Jan Piotr Norblin. Sentymentalny reporter. Równocześnie w Muzeum Szlachty Mazowieckiej w Ciechanowie zorganizowana została wystawa Jan Piotr Norblin - artysta dwóch narodów, prezentująca ze zbiorów kilkunastu instytucji. Dzieła Norblina znajdują się w dużych ilościach również w zbiorach Muzeum Narodowego w Warszawie, Muzeum narodowego w Krakowie i Muzeum Narodowego w Poznaniu.

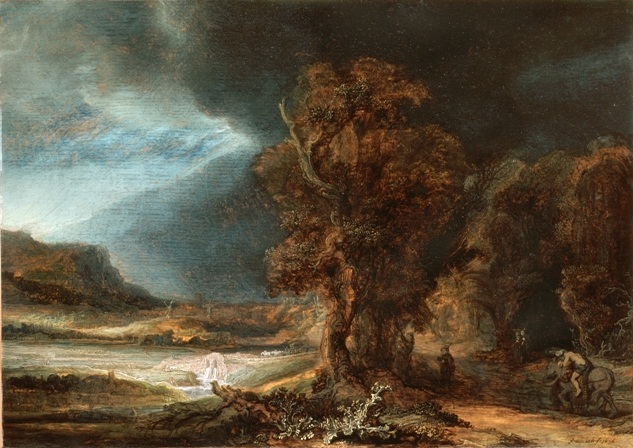
Rembrandt, Krajobraz z miłosiernym Samarytaninem, obraz z kolekcji Norblina, obecnie w Muzeum Czartoryskich w Krakowie